# 馬克·馬戈利斯
馬克·馬戈利斯（英語：Mark Margolis，/mɑːrˈɡoʊlɪs/；1939年11月26日—2023年8月3日）是一名美國男演員，其較為人知的出演角色包括《疤面煞星》的「影子」阿爾貝托（Alberto "The Shadow"）、《监狱风云》的安東尼奧·納帕（Antonio Nappa） 以及《絕命毒師》與《絕命律師》的赫克托·薩拉曼卡（Hector Salamanca），並憑在《絕命毒師》的表現入圍2012年黃金時段艾美獎最佳戲劇類影集男客串演員。他也經常參演由戴倫·艾洛諾夫斯基執導的電影，其中便包括他的1998年導演處女作《死亡密碼》。

## 早年生活
馬戈利斯在1939年11月26日出生於賓夕法尼亞州費城的一個猶太裔家庭，父親名叫伊西多（Isidore），母親則是芬雅·弗里德（Fanya Fried）。他中學畢業後前往天普大學就讀，但一年後便輟學搬到紐約市。19歲時，馬戈利斯在演員工作室成為斯特拉·阿德勒的學生，後來還接受了李·斯特拉斯伯格和芭芭拉·洛登的培訓。

## 演員生涯
馬戈利斯因其在《疤面煞星》（1983）和《神探飞机头》（1994）的配角角色而知名，也參演了多部由戴倫·艾洛諾夫斯基執導的電影，其中包括《死亡密碼》（1998）、《迷上癮》（2000）、《真愛永恆》（2006）、《拼命戰羊》（2008）、《黑天鹅》（2010）及《挪亞：滅世啟示》（2014）。
在1990年，馬戈利斯在科幻電視劇《銀河飛龍》的其中一集中飾演奈爾·阿帕加博士（Dr. Nel Apgar），隔年又在肥皂劇《聖塔克拉拉》中扮演赫爾穆特·迪特（Helmut Dieter）。此外，他還在諸如《伸冤人》、《時空怪客》、《法律與秩序》、《逝者能言》、《加州靡情》和《絕命毒師》等電視劇中擔任客串角色。2015年1月，馬戈利斯在《康斯坦汀：驅魔神探》第10集〈報價〉（Quid Pro Quo）中以菲力克斯·浮士德的身份出現。憑藉《絕命毒師》的卡特爾前主腦赫克托·薩拉曼卡（Hector Salamanca）一角，他在2012年獲得黃金時段艾美獎的最佳戲劇類影集男客串演員提名，並後來在該劇的衍生作品——《絕命律師》中重新扮演這一角色。
馬戈利斯亦是一位舞台剧演員。在伯克利保留節目劇院的2014年劇季中，他於東尼·庫許納的《向往資本主義與帶理解聖書竅門的社會主義的同性戀指南》中飾演葛斯（Gus）。

## 個人生活
馬戈利斯在1962年6月3日與賈桂琳·佩特考夫（Jacqueline Petcove）共結連理，兩人育有一子摩根（Morgan），並有兩個孫輩。
馬戈利斯在短暫患病後於2023年8月3日去世，享年83歲。

## 影視作品

### 電影
| 年份 | 戲名                 | 角色                     | 註釋             |
| ---- | -------------------- | ------------------------ | ---------------- |
| 1975 | 《报告局长》         | 酒保                     | 未出現在片尾名單 |
| 1976 | 《貝多芬小姐的啟蒙》 | 不高興的男人             | 未出現在片尾名單 |
| 1979 | 《瀟灑搶一回》       | 獄卒                     |                  |
| 1980 | 《剃刀邊緣》         | 病人                     | 未出現在片尾名單 |
| 1980 | 《聖誕惡魔》         | 聖誕派對贊助者（男人#2） |                  |
| 1983 | 《奔向墨西哥》       | 5:00酒吧老闆             |                  |
| 1983 | 《疤面煞星》         | 「影子」阿爾貝托         |                  |
| 1984 | 《棉花俱樂部》       | 查理·沃爾克曼            |                  |
| 1987 | 《臥窗驚魂》         | 電話亭內的男人           |                  |
| 1987 | 《成功的秘密》       | 維修工                   |                  |
| 1989 | 《光榮戰役》         | 第10康乃狄克步兵團士兵   |                  |
| 1989 | 《白熱》             | 鐵皮人                   |                  |
| 1990 | 《銅牆鐵壁》         | 奧梅多將軍               |                  |
| 1990 | 《午夜鬼譚3》        | 蓋奇                     |                  |
| 1991 | 《陷阱與鐘擺》       | 門多薩                   |                  |
| 1992 | 《哥倫布傳》         | 法蘭西斯科·德·博巴迪拉   |                  |
| 1994 | 《神探飞机头》       | 史卡湯斯先生             |                  |
| 1994 | 《終極勇士》         | 托馬斯·亨特隊長          |                  |
| 1996 | 《顛覆三度空間》     | 路易·索拉納斯            |                  |
| 1996 | 《陰錯陽差》         | 菲利普·德馬爾科          |                  |
| 1997 | 《一觸即發》         | 雷德·布蘭茨福德          |                  |
| 1997 | 《麻煩在角落》       | 布羅夫斯基先生           |                  |
| 1998 | 《支路               | 酒保                     |                  |
| 1998 | 《死亡密碼》         | 索爾·羅伯遜              |                  |
| 1999 | 《求婚腦震盪》       | 吉恩·摩根遜              |                  |
| 1999 | 《老大慢半拍》       | 文尼                     |                  |
| 1999 | 《善意的謊言》       | 費因戈爾德               |                  |
| 1999 | 《偷天遊戲》         | 海因里希·勒茨霍恩        |                  |
| 1999 | 《魔鬼末日》         | 教宗                     |                  |
| 2000 | 《快餐快女》         | 格拉漢姆                 |                  |
| 2000 | 《五星級殺人夜》     | 菲茨傑拉德               |                  |
| 2000 | 《迷上癮》           | 拉賓諾維茨先生           |                  |
| 2001 | 《追夢高手》         | 芬克                     |                  |
| 2001 | 《驚爆危機           | 拉菲·多明戈              |                  |
| 2001 | 《人魔》             | 香水專家                 |                  |
| 2002 | 《感染》             | 莫寧神父                 |                  |
| 2003 | 《夜魔俠》           | 修理師（埃迪·法隆）      | 未出現在片尾名單 |
| 2004 | 《往事情緣》         | 帕帕斯先生               |                  |
| 2005 | 《離魂》             | 商人                     |                  |
| 2005 | 《頂空》             | 鮑里斯·帕夫諾夫斯基      |                  |
| 2006 | 《真愛永恆》         | 阿維拉神父               |                  |
| 2007 | 《失蹤人口》         | 里昂·特雷特              |                  |
| 2007 | 《邻家女孩》         | 被車撞到的流浪漢         |                  |
| 2008 | 《聖戰家園》         | 猶太老人                 |                  |
| 2008 | 《哈伯》             | 布雷默                   |                  |
| 2008 | 《拼命戰羊》         | 蘭尼                     |                  |
| 2008 | 《建模師》           | 建模師                   |                  |
| 2010 | 《黑天鹅》           | 費菲恩先生               |                  |
| 2011 | 《惊天战神》         | 新牧師                   | 未出現在片尾名單 |
| 2011 | 《墜後重生》         | 老沃爾特·格里格          |                  |
| 2011 | 《送信者》           | 裁縫                     |                  |
| 2012 | 《王牌雙賊》         | 「拍手」                 |                  |
| 2013 | 《水底驚魂》         | 帕克斯先生               |                  |
| 2013 | 《北方邊境》         | 威士忌傑克·基特里奇      |                  |
| 2014 | 《挪亞：滅世啟示》   | 瑪各                     | 配音             |
| 2015 | 《極品壞寶寶》       | 理查                     |                  |
| 2015 | 《禁閉空間》         | 吉姆                     |                  |
| 2016 | 《我媽的希臘婚禮》   | 帕諾斯                   |                  |
| 2017 | 《骨谷》             | 老爹                     |                  |
| 2019 | 《亞伯》             | 班傑明                   |                  |
| 2020 | 《祈禱班》           | 伊齊克                   |                  |

### 電視劇
| 年份      | 劇名                       | 角色                   | 註釋                                |
| --------- | -------------------------- | ---------------------- | ----------------------------------- |
| 1982      | 《街警易搶瑪麗》           | 梅耶斯中士             | 電視電影                            |
| 1983      | 《天使之怒》               | 瑞奇                   | 電視電影                            |
| 1985–1989 | 《伸冤人》                 | 吉米                   | 16集                                |
| 1989      | 《時空怪客》               | 阿德里安諾             | 1集（〈雙重身份 - 1965年11月8日〉） |
| 1990      | 《銀河飛龍》               | 奈爾·阿帕加博士        | 1集（〈觀點問題〉）                 |
| 1990      | 《神探可伦坡》             | 科斯納                 | 1集（〈可伦坡報假警〉）             |
| 1991      | 《聖塔克拉拉》             | 赫爾穆特·迪特          | 13集                                |
| 1992      | 《法律與秩序》             | 喬治·洛布拉諾          | 1集（〈黑暗公主〉）                 |
| 1994      | 《紐約臥底警探》           | 克拉克·雷德蒙德        | 1集（〈莎翁之後〉）                 |
| 1994      | 《指路明灯》               | 哈利·瓊斯              | 未知集數                            |
| 1995      | 《紐約新聞》               | 不適用                 | 1集（〈不完美過去〉）               |
| 1997      | 《法律與秩序》             | 布朗森                 | 1集（〈傳奇〉）                     |
| 1998–2003 | 《监狱风云》               | 安東尼奧·納帕          | 10集                                |
| 1999      | 《換腦特工》               | 尼奇·沃爾多戈夫        | 1集（〈火雞糊〉）                   |
| 2001      | 《法律與秩序》             | 弗蘭基·「絲線」·波利托 | 1集（〈為愛與錢〉）                 |
| 2001      | 《百厦街》                 | 梅爾·基弗              | 1集（〈安朵美達與怪獸〉）           |
| 2001      | 《黑幫大帝國》             | 喬·阿蒙                | 電視電影                            |
| 2002      | 《法網豪情》               | 羅納德·達納西奧        | 1集（〈防火〉）                     |
| 2003–2004 | 《埃德》                   | 馬祖拉                 | 2集                                 |
| 2004      | 《法網遊龍：犯案動機》     | 馬里奧·達米安諾        | 1集（〈卡波無花果〉）               |
| 2004      | 《慾望城市》               | 讓·保羅·桑達爾         | 1集（〈冷戰〉）                     |
| 2005      | 《逝者能言》               | 卡希爾                 | 1集（〈一夜風流〉）                 |
| 2007      | 《加州靡情》               | 艾爾·蒙迪              | 1集（〈加州太陽〉）                 |
| 2009–2011 | 《絕命毒師》               | 赫克托·薩拉曼卡        | 8集                                 |
| 2011      | 《警察世家》               | 惠特尼·布倫南          | 2集                                 |
| 2011      | 《幻世浮生》               | 克里斯先生             | 2集                                 |
| 2011      | 《法律与秩序：特殊受害者》 | 羅姆人首領             | 1集（〈迷失旅人〉）                 |
| 2011      | 《「法」妻》               | 吉姆神父               | 1集（〈死囚貼士〉）                 |
| 2011–2012 | 《疑犯追踪》               | 詹尼·莫雷蒂            | 3集                                 |
| 2012      | 《美國恐怖故事：瘋人院》   | 山姆·古德曼            | 3集                                 |
| 2015      | 《康斯坦汀：驅魔神探》     | 菲力克斯·浮士德        | 1集（〈報價〉）                     |
| 2015      | 《哥谭镇》                 | 保羅·西塞羅            | 2集                                 |
| 2015      | 《基本演绎法》             | 亞伯拉罕·米斯拉基      | 1集（〈丁骨與冰人〉）               |
| 2015      | 《未來總動員》             | 華納先生               | 1集（〈悖論〉）                     |
| 2015      | 《冰球玩家》               | 保羅的爺爺             | 1集（〈窒息〉）                     |
| 2015      | 《婚外情事》               | 亞瑟·索洛威            | 3集                                 |
| 2016–2022 | 《风骚律師》               | 赫克托·薩拉曼卡        | 22集                                |
| 2020      | 《黑名单》                 | 雅科夫·米特科          | 1集（〈兄弟〉）                     |
| 2020      | 《雪国列车》               | 老艾文                 | 1集（〈首先，氣候變了〉）           |
| 2021      | 《浪子神探》               | 魯伯特·斯旺            | 1集（〈瘋子〉）                     |
| 2023      | 《法官大人》               | 卡邁恩·康提            | 2集                                 |

### 音樂影片
| 年份 | 歌名       | 角色 |
| ---- | ---------- | ---- |
| 1993 | 《壞女孩》 | 酒保 |

### 電子遊戲
| 年份 | 遊戲名       | 角色   | 註釋 |
| ---- | ------------ | ------ | ---- |
| 2003 | 《俠盜獵魔》 | 流浪漢 | 配音 |

## 獲得獎項與提名
| 年份 | 獎項           | 類別                     | 作品         | 結果 |
| ---- | -------------- | ------------------------ | ------------ | ---- |
| 2011 | 土星獎         | 電視類最佳客串演員       | 《絕命毒師》 | 提名 |
| 2012 | 黃金時段艾美獎 | 最佳戲劇類影集男客串演員 | 《絕命毒師》 | 提名 |

## 外部連結
- 馬克·馬戈利斯在互联网电影资料库（IMDb）上的資料（英文）
- 互联网外百老汇数据库（IOBDB）上馬克·馬戈利斯的資料（英文）